# Bridgerule
Bridgerule – wieś w Anglii, w hrabstwie Devon, w dystrykcie Torridge. Leży 65 km na zachód od miasta Exeter i 313 km na zachód od Londynu. Miejscowość liczy 570 mieszkańców.